# Пономарёв, Николай Николаевич
Николай Николаевич Пономарёв (6 мая 1890, Санкт-Петербург — 31 января 1942, Ленинград) — советский конструктор электроизмерительных приборов, профессор Ленинградского политехнического института.

## Биография
Родился 6 мая 1890 года в Санкт-Петербурге в семье купца 2-й гильдии. В 1907 году окончил Коммерческое училище Петербурга. В том же году поступил на электромеханическое отделение Петербургского политехнического института.
С началом Первой Мировой войны в августе 1914 года был призван на фронт, служил в 1-й Искровой роте. Во время одной из своих командировок в 1915 году по поручению военного ведомства проводил в Политехническом институте секретные экспериментальные исследования электропроводности. В мае 1915 года был произведен в прапорщики, впоследствии был назначен в 33-е корпусное радиотелеграфное отделение, где и служил до конца войны. В 1918 году демобилизовался в звании подпоручика.
В марте 1918 года вернулся в Политехнический институт, который окончил в августе того же года, получив звание инженера-электрика. С июня 1919 года Н. Н. Пономарев — преподаватель кафедры электротехники в Политехническом институте. В период с 1921 по 1929 год так же преподаёт в Училище комсостава флота, в Военной электротехнической академии, Ленинградском Электротехническом институте. Участвовал в разработке плана ГОЭЛРО, был членом Центрального электротехнического совета. Являлся сотрудником электроизмерительного отделения лаборатории профессора А. М. Шателена, по поручению которого редактирует единое учебное пособие «Электроизмерительная техника».
В октябре 1923 года поступил на завод им. Козицкого, где организовал лабораторию электроизмерительных приборов и руководил проектированием всех новых приборов. 1927 году перешёл на завод «Электроприбор», где работал главным инженером по технической части. В конце 1929 года на базе завода создаётся Отраслевая лаборатория измерений (ОЛИЗ) — первое в СССР специализированное предприятие по разработке и производству электроизмерительных приборов. Техническим руководителем ОЛИЗ назначается Н. Н. Пономарёв. Принимал участие в создании Краснодарского завода измерительных приборов.
С 1930 года Н. Н. Пономарев — доцент, а затем профессор.
Умер от истощения 31 января 1942 года во время блокады Ленинграда. Место захоронения: Богословское кладбище.

## Достижения
Один из создателей советской научной школы разработки электроизмерительных приборов.

## Список произведений
Пособие к лабораторным занятиям по электрическим измерениям / Под ред. проф. Шателена М. А. и Пономарева Н. Н. М.: Госэнергоиздат, 1931.
Конструкции электроизмерительных приборов / Под. ред. Н. Н. Пономарева. — М.: ОНТИ НКТП СССР, гл. ред. энергетической литературы, 1935. — 617 с.
Кейнат Г. Электроизмерительная техника: Пер. с нем. Сотрудников ЛПИ под ред. проф. Пономарева H.H. и Шрамкова Е. Г. Т. 2. — М.: ОНТИ НКТП СССР. 1937.
Теория, расчёт и конструирование электроизмерительных приборов / Пономарёв Н. Н., Арутюнов В. О., Дамский А. М., Селибер Б. А. и др.; под редакцией Н. Н. Пономарёва. — Л., 1943—648 с.